# Ministerio de Ganadería, Agricultura y Pesca de Uruguay
El Ministerio de Ganadería, Agricultura y Pesca (MGAP) es la secretaría de Estado que integra el Poder Ejecutivo de Uruguay y tiene como responsabilidad la formulación de políticas y la ejecución de programas orientados a promover una producción agropecuaria sostenible, así como a fortalecer la competitividad y el desarrollo del sector en su conjunto.

## Historia
Fue creado el 19 de marzo de 1935, tras la disolución del entonces Ministerio de Industria,  mediante la aprobación de Ley N.º 9.463 y con el objetivo de promover y regular las actividades agroagropecuaria. Su primera denominación fue como Ministerio de Ganadería y Agricultura, hasta que en julio de 1974 adoptó la denominación actual, como Ministerio de Agricultura y Pesca, nombre que mantendrá hasta abril de 1986 cuando finalmente pasa a denominarse como Ministerio de Ganadería, Agricultura y Pesca.

## Cometido
Uruguay es conocido por su rica tradición agrícola y ganadera, y gran parte de sus exportaciones provienen de productos agropecuarios, como carne, lácteos, granos y otros productos derivados. El ministerio trabaja en estrecha colaboración con productores, cooperativas y organizaciones del sector para garantizar la calidad y seguridad de los productos, así como para impulsar la innovación y la sostenibilidad en las prácticas agrícolas.
Además, la secretaría Estado juega un papel fundamental en la gestión de recursos naturales, la conservación del medio ambiente y el bienestar animal, asegurando que las actividades agropecuarias se realicen de manera responsable y respetuosa con el entorno. A través de su labor, el ministerio contribuye al desarrollo rural y al fortalecimiento de las comunidades, promoviendo un sector agropecuario dinámico y resiliente.

## Estructura
El actual ministro de Ganadería, Agricultura y Pesca es desde el 1 de marzo de 2025, Alfredo Fratti.
En el ejercicio actual (2025-2030) la cartera de estructura de las siguientes unidades ejecutoras:
- Dirección Nacional de Recursos Acuáticos
- Dirección Nacional de Recursos Naturales
- Dirección General de Servicios Agrícolas
- Dirección General de Servicios Ganaderos
- Dirección General de la Granja
- Dirección General de Desarrollo Rural
- Dirección General Forestal
- Dirección General de Control de Inocuidad Alimentaria [4]

## Ministros
| Ministerio de Ganadería y Agricultura        | Ministerio de Ganadería y Agricultura | Ministerio de Ganadería y Agricultura | Ministerio de Ganadería y Agricultura |
| Nº                                           | Ministro                              | Mandato                               | Partido                               |
| -------------------------------------------- | ------------------------------------- | ------------------------------------- | ------------------------------------- |
| 1                                            | Arturo González Vidart                | 1943 - 1945                           | Partido Nacional Independiente        |
| 2                                            | Gustavo Gallinal                      | 1946 - 1947                           | Partido Nacional Independiente        |
| 3                                            | Aquiles Espalter                      | 1947 - 1948                           | Partido Colorado                      |
| 4                                            | Luis Alberto Brause                   | 1948 - 1949                           | Partido Colorado                      |
| 5                                            | Carlos L. Fischer                     | 1950 - 1950                           | Partido Colorado                      |
| 6                                            | Luis Alberto Brause                   | 1951 - 1951                           | Partido Colorado                      |
| 7                                            | Juan T. Quilici                       | 1952 -1955                            | Partido Colorado                      |
| 8                                            | Ramón F. Bado                         | 1955 - 1955                           | Partido Colorado                      |
| 9                                            | Amílcar Vasconcellos                  | 1955 - 1957                           | Partido Colorado                      |
| 10                                           | Joaquín Aparicio                      | 1957 - 1959                           | Partido Colorado                      |
| 11                                           | Carlos V. Puig                        | 1959 - 1963                           | Partido Nacional                      |
| 12                                           | Wilson Ferreira Aldunate              | 1963 - 1967                           | Partido Nacional                      |
| 13                                           | Manuel Flores Mora                    | 1967 - 1968                           | Partido Colorado                      |
| 14                                           | Carlos Frick Davie                    | 1968 - 1969                           | Partido Colorado                      |
| 15                                           | Jaime Montaner                        | 1969                                  | Partido Colorado                      |
| 16                                           | Juan María Bordaberry                 | 1969 - 1972                           | Partido Colorado                      |
| 17                                           | Héctor Viana Martorell                | 1972                                  | Partido Colorado                      |
| 18                                           | Benito Medero                         | 1972 - 1974                           | Partido Nacional                      |
| Ministerio de Agricultura y Pesca            |                                       |                                       |                                       |
| 19                                           | Héctor Alburquerque¹                  | 1974 - 1975                           | Sin filiación conocida                |
| 20                                           | Julio Eduardo Aznárez¹                | 1975 - 1976                           | Sin filiación conocida                |
| 21                                           | Luis Heriberto Meyer¹                 | 1976 - 1977                           | Sin filiación conocida                |
| 22                                           | Estanislao Valdés Otero¹              | 1977 - 1978                           | Partido Nacional                      |
| 23                                           | Luis Heriberto Meyer¹                 | 1978                                  | Sin filiación conocida                |
| 24                                           | Jorge León Otero¹                     | 1978 - 1979                           | Sin filiación conocida                |
| 25                                           | Juan Cassou¹                          | 1979 - 1981                           | Sin filiación conocida                |
| 26                                           | Félix Zubillaga¹                      | 1981                                  | Sin filiación conocida                |
| 27                                           | Francisco Tourreilles                 | 1981                                  | Sin filiación conocida                |
| 28                                           | Carlos Mattos Moglia¹                 | 1981 - 1985                           | Sin filiación conocida                |
| 29                                           | Roberto Vázquez Platero               | 1985 - 1986                           | Partido Colorado                      |
| Ministerio de Ganadería, Agricultura y Pesca |                                       |                                       |                                       |
| 30                                           | Pedro Bonino Garmendia                | 1986 - 1990                           | Partido Colorado                      |
| 31                                           | Álvaro Ramos                          | 1990 - 1993                           | Partido Nacional                      |
| 32                                           | Juan Andrés Ramírez                   | 1993 -                                | Partido Nacional                      |
|                                              | Pedro Saravia Fratti                  | 1993 - 1994                           | Partido Nacional                      |
| 33                                           | Gonzalo Cibils                        | 1994 - 1995                           | Partido Nacional                      |
| 34                                           | Carlos Gasparri                       | 1995 - 1998                           | Partido Colorado                      |
| 35                                           | Sergio Chiesa                         | 1998 - 1999                           | Partido Nacional                      |
| 36                                           | Ignacio Zorrilla de San Martín        | 1999                                  | Partido Colorado                      |
| 37                                           | Luis Brezzo                           | 1999 - 2000                           | Partido Colorado                      |
| 38                                           | Juan Notaro                           | 2000                                  | Partido Colorado                      |
| 39                                           | Gonzalo González Fernández            | 2000 - 2003                           | Partido Nacional                      |
| 40                                           | Martín Aguirrezabala                  | 2003 - 2005                           | Partido Colorado                      |
| 41                                           | José Mujica                           | 2005 - 2008                           | Frente Amplio                         |
| 42                                           | Ernesto Agazzi                        | 2008 - 2009                           | Frente Amplio                         |
| 43                                           | Andrés Berterreche                    | 2009 - 2010                           | Frente Amplio                         |
| 44                                           | Tabaré Aguerre                        | 2010 - 2018                           | Frente Amplio                         |
| 45                                           | Enzo Benech                           | 2018 - 2020                           | Frente Amplio                         |
| 46                                           | Carlos María Uriarte                  | 2020 - 2021                           | Partido Colorado                      |
| 47                                           | Fernando Mattos                       | 2021- 2025                            | Partido Colorado                      |
| 48                                           | Alfredo Fratti                        | 2025                                  | Frente Amplio                         |

¹ Ministros del gobierno cívico-militar (1973-1985).